# Іткуловська сільська рада
Ітку́ловська сільська рада (рос. Иткуловский сельский совет) — муніципальне утворення у складі Ішимбайського району Башкортостану, Росія. Адміністративний центр — село Верхньоіткулово.

## Населення
Населення — 1567 осіб (2019, 1880 в 2010, 1913 в 2002).

## Склад
До складу поселення входять такі населені пункти:
| Населений пункт       | Населення, осіб (2002) | Населення, осіб (2010) |
| --------------------- | ---------------------- | ---------------------- |
| Авангард, присілок    | 10                     | 7                      |
| Азнаєво, присілок     | 302                    | 278                    |
| Асіялан, присілок     | 45                     | 44                     |
| Верхньоіткулово, село | 879                    | 888                    |
| Підлісний, хутір      | 11                     | 10                     |
| Татьяновка, село      | 14                     | 15                     |
| Уразбаєво, присілок   | 652                    | 638                    |